# 烏伊茲德
49°20′6″N 24°42′49″E / 49.33500°N 24.71361°E
烏伊茲德（烏克蘭語：Уїзд），是烏克蘭西部的村莊，隸屬伊萬諾-弗蘭科夫斯克州的伊萬諾-弗蘭科夫斯克區。該村始建於1652年，面積5.41平方公里，2001年人口358，人口密度每平方公里66.1人。